# Insigna „Monitoare”

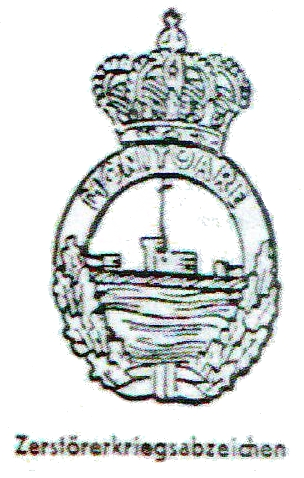
Insigna de război a monitorului românesc (legendă și formă incorectă din revista Uniformen-Markt)

Insigna de război „Monitoare” a fost o decorație militară românească oferită membrilor Marinei Regale Române în timpul celui de-al Doilea Război Mondial. Această insignă de război a fost instituită prin decret la 27 mai 1943 de către Ministerul Apărării Naționale, la ordinul mareșalului Ion Antonescu.

## Cerințe de atribuire
Insigna de război „Monitoare” a fost acordată tuturor membrilor echipajelor navelor tip monitor ale Marinei Militare Române, care au îndeplinit criteriile stricte ale regulamentului. Aceste criterii includ prezența pe mare timp de cel puțin 40 de zile în timpul diferitelor operațiuni sau cel puțin șase contacte de luptă cu nave inamice, precum și cel puțin douăsprezece contacte de luptă cu baterii inamice. 

## Aspectul și modul de purtare
Insigna de război „Monitoare” este realizată în formă rotundă și este de culoare gri-argintiu. Aceasta prezintă o coroană de frunze de stejar în partea de jos și este inscripționată în partea de sus cu cuvântul „MONITOARE”. În centru este reprezentată o navă monitor în mișcare, care vine din partea dreaptă și trece spre partea stângă, împingând valurile stilizate. Partea superioară a insignei de război este decorată cu Coroana Regală Română, simbol al suveranității naționale. Această insignă era atașată la toate costumele militare sub catarama de ordine de pe buzunarul stâng de la piept. Insigna a fost o marcă de recunoaștere a curajului și a serviciilor remarcabile ale membrilor echipajelor navelor monitor în timpul luptelor navale din cel de-al Doilea Război Mondial și a fost considerată o distincție de mare onoare în cadrul Marinei Regale Române.